# Biserici de lemn din Bihor
Bisericile de lemn din Bihor fac parte din grupul de biserici de lemn din Transilvania și din familia de biserici de lemn românești.

## Biserici de lemn
- Biserica de lemn din Aștileu
- Biserica de lemn din Balc
- Biserica de lemn din Belejeni cu hramul Buna Vestire
- Biserica de lemn din Beznea cu hramul Sfinții Arhangheli
- Biserica de lemn din Boianu Mare cu hramul Sfinții Arhangheli
- Biserica de lemn din Borșa, Bihor cu hramul Sfinții Arhangheli
- Biserica de lemn din Borumlaca
- Biserica de lemn din Botean cu hramul Sfinții Arhangheli
- Biserica de lemn din Brădet cu hramul Sfântul Ioan Teologul
- Biserica de lemn din Brătești cu hramul Sfântul Teodor Tiron
- Biserica de lemn din Brusturi, Bihor cu hramul Sfinții Arhangheli (mutată la Băile Felix)
- Biserica de lemn din Bucuroaia cu hramul Adormirea Maicii Domnului
- Biserica de lemn din Cacuciul Vechi
- Biserica de lemn din Calea Mare
- Biserica de lemn din Căbești
- Biserica de lemn din Călățea
- Biserica de lemn din Câmpani de Pomezeu cu hramul Sfinții Arhangheli
- Biserica de lemn din Căpâlna, Bihor cu hramul Sfântul Nicolae
- Biserica de lemn din Ceișoara cu hramul Sfinții Arhangheli
- Biserica de lemn din Chiștag
- Biserica de lemn din Cociuba Mică cu hramul Sfinții Arhangheli
- Biserica de lemn din Colești cu hramul Sfinții Arhangheli
- Biserica de lemn din Copăceni, Bihor cu hramul Adormirea Maicii Domnului
- Biserica de lemn din Copăcel
- Biserica de lemn din Corbești cu hramul Sfinții Arhangheli (mutată la Oradea, strada Făcliei 21 - A)
- Biserica de lemn din Cornițel
- Biserica de lemn din Cotiglet cu hramul Sfinții Arhangheli
- Biserica de lemn din Cuzap
- Biserica de lemn din Delani
- Biserica de lemn din Dumbrăvani cu hramul Schimbarea la Față
- Biserica de lemn din Dumbrăvița, Bihor cu hramul Sfinții Arhangheli
- Biserica de lemn din Dușești cu hramul Pogorârea Sfântului Duh
- Biserica de lemn din Fânațe cu hramul Sfântul Dimitrie
- Biserica de lemn din Fâșca cu hramul Sfinții Arhangheli
- Biserica de lemn din Gheghie cu hramul Sfinții Apostoli Petru și Pavel
- Biserica de lemn din Ghighișeni cu hramul Sfinții Trei Ierarhi
- Biserica de lemn din Goila cu hramul Adormirea Maicii Domnului
- Biserica de lemn din Gurani cu hramul Sfântul Mare Mucenic Gheorghe
- Biserica de lemn din Gurbești cu hramul Sfântul Nicolae
- Biserica de lemn din Hârsești
- Biserica de lemn din Hidișelu de Jos cu hramul Sfinții Arhangheli
- Biserica de lemn din Hinchiriș cu hramul Înălțarea Domnului
- Biserica de lemn din Hodiș
- Biserica de lemn din Hotar cu hramul Sfântul Gheorghe
- Biserica de lemn din Homorog
- Biserica de lemn din Josani cu hramul Sfinții Arhangheli
- Biserica de lemn din Lazuri
- Biserica de lemn din Lazuri de Beiuș cu hramul Pogorârea Sfântului Duh
- Biserica de lemn din Lelești
- Biserica de lemn din Lugașu de Jos cu hramul Buna Vestire
- Biserica de lemn din Luncasprie cu hramul Sfinții Arhangheli
- Biserica de lemn din Luncșoara cu hramul Sfântul Gheorghe
- Biserica de lemn din Margine cu hramul Sfinții Arhangheli
- Biserica de lemn din Mănăstirea Izbuc cu hramul Adormirea Maicii Domnului
- Biserica de lemn din Mierag cu hramul Adormirea Maicii Domnului
- Biserica de lemn din Ogești cu hramul Buna Vestire
- Biserica de lemn din Oradea cu hramul Sfinții Arhangheli (în curtea Universității)
- Biserica de lemn din Păușa, Bihor cu hramul Sfântul Dumitru
- Biserica de lemn din Peștere
- Biserica de lemn din Peștiș cu hramul Buna Vestire
- Biserica de lemn din Petid
- Biserica de lemn din Piclău
- Biserica de lemn din Pietroasa
- Biserica de lemn din Poienii de Sus cu hramul Sfinții Arhangheli
- Biserica de lemn din Rieni cu hramul Sfântul Teodor Tiron
- Biserica de lemn din Remeți
- Biserica de lemn din Rotărești cu hramul Sfântul Nicolae
- Biserica de lemn din Saca cu hramul Sfântul Gheorghe
- Biserica de lemn din Sacalasău cu hramul Sfântul Nicolae
- Biserica de lemn din Săldăbagiu Mic cu hramul Sfântul Ierarh Nicolae
- Biserica de lemn din Săliște de Pomezeu cu hramul Înălțarea Domnului
- Biserica de lemn din Săucani cu hramul Nașterea Maicii Domnului
- Biserica de lemn din Săud cu hramul Sfântul Gheorghe
- Biserica de lemn din Sâmbăta cu hramul Sfântul Nicolae
- Biserica de lemn din Sebiș cu hramul Sfinții Arhangheli
- Biserica de lemn din Sohodol cu hramul Sfântul Gheorghe
- Biserica de lemn din Stâncești cu hramul Sfântul Ioan Gură de Aur
- Biserica de lemn din Subpiatră cu hramul Adormirea Maicii Domnului
- Biserica de lemn din Surduc, Bihor cu hramul Adormirea Maicii Domnului
- Biserica de lemn din Sudrigiu
- Biserica de lemn din Șoimi
- Biserica de lemn din Șoimuș, Bihor cu hramul Sfântul Nicolae
- Biserica de lemn din Talpe cu hramul Adormirea Maicii Domnului
- Biserica de lemn din Tărcăița cu hramul Pogorârea Sfântului Duh
- Biserica de lemn din Tășad
- Biserica de lemn din Țigăneștii de Criș cu hramul Sfinții Arhangheli
- Biserica de lemn din Tilecuș cu hramul Sfinții Arhangheli
- Biserica de lemn din Tinăud
- Biserica de lemn din Topa de Jos cu hramul Adormirea Maicii Domnului
- Biserica de lemn din Totoreni cu hramul Adormirea Maicii Domnului
- Biserica de lemn din Țețchea
- Biserica de lemn din Valea Crișului cu hramul Sfinții Arhangheli
- Biserica de lemn din Valea de Jos cu hramul Sfinții Arhangheli
- Biserica de lemn din Valea Mare de Codru
- Biserica de lemn din Vălani de Pomezeu cu hramul Sfântul Nicolae
- Biserica de lemn din Vârciorog cu hramul Sfinții Arhangheli